# Jerzy Trela
Jerzy Józef Trela (sinh ngày 14 tháng 3 năm 1942 - mất ngày 15 tháng 5 năm 2022) là một diễn viên người Ba Lan. Năm 2003, ông đóng vai chính trong phim An Ancient Tale: When the Sun Was a God do Jerzy Hoffman đạo diễn. Ông cũng nổi tiếng với vai diễn trong các phim White (1994), Quo Vadis (2001) và Ida (2013).
Jerzy Trela từng diễn xuất trong nhiều vở kịch trên sân khấu tại Nhà hát cũ ở Kraków (tiếng Ba Lan: Narodowy Stary Teatr im. Heleny Modrzejewskiej w Krakowie). Ngoài ra, ông còn là Giáo sư kiêm Hiệu trưởng tại Học viện Nghệ thuật Sân khấu Ludwik Solski.

## Giải thưởng
- Thập tự Chỉ huy với ngôi sao Huân chương Polonia Restituta (2011), trước đó ông đã được nhận Thập tự Chỉ huy (2000) và Thập tự Hiệp sĩ (1981)
- Giải thưởng Phim Ba Lan: Đại bàng ở hạng mục Nam diễn viên phụ xuất sắc nhất cho vai diễn trong phim Quo Vadis (2002)[5]
- Huy chương vàng "Gloria Artis" (2005)[6]

## Thành tích nghệ thuật
- The Moth (1980)
- Man of Iron (1981)
- Danton (1983)
- Noc smaragdového měsíce (1985)
- Magnat (1987)
- The Mother of Kings (1987)
- Decalogue IX (1988)
- On the Silver Globe (1988)
- Three Colors: White (1994)
- Pan Tadeusz (1999)
- Quo Vadis (2001)
- An Ancient Tale: When the Sun Was a God (2003)
- Hope (2007)
- Ida (2013) as Szymon Skiba
- A Grain of Truth (2015)